# Cmentarz żydowski w Osieku (województwo świętokrzyskie)
Cmentarz żydowski w Osieku – kirkut powstał w pierwszej połowie XIX wieku. Mieści się przy drodze z Osieka do Połańca. Ma powierzchnię 0,12 ha. Został zniszczony podczas II wojny światowej. Do czasów współczesnych nie zachowały się żadne fragmenty nagrobków. Obecnie teren cmentarza częściowo stanowi pole orne, częściowo zakrzaczone nieużytki.